# 纳吉·艾尔诺
纳吉·艾尔诺（匈牙利語：Nagy Ernő，1898年8月2日—1977年12月8日），匈牙利男子击剑运动员。他曾获得1932年夏季奥运会击剑比赛男子佩剑团体金牌。他于1938年退役，1977年在布达佩斯去世。